# Raboisen (Adelsgeschlecht)

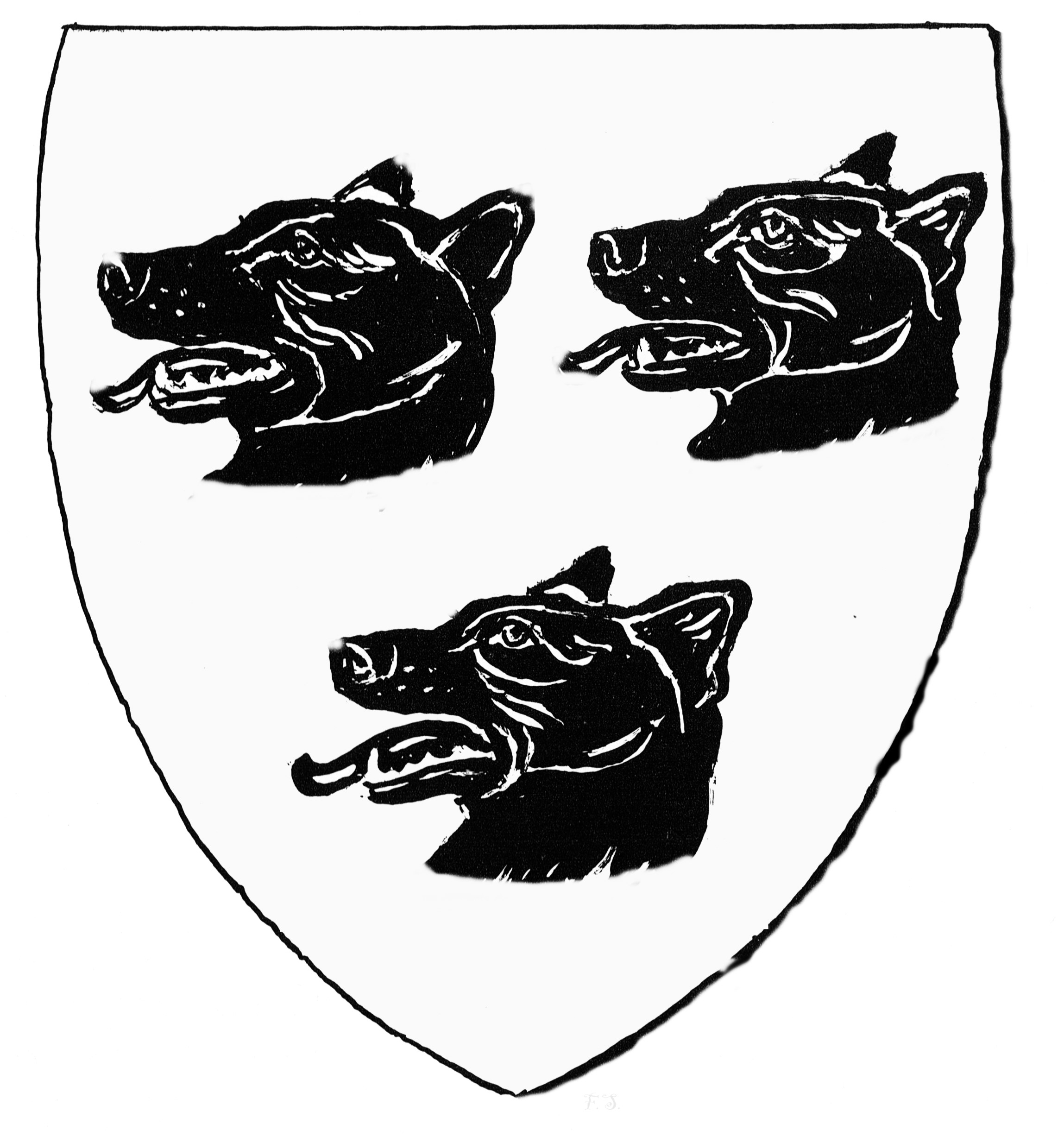
Das Wappen der Ritter von Barmstede

Raboisen (auch: Raboysen, Roboyze) war der Name eines alten holsteinischen Adelsgeschlechts.

## Geschichte
Die Raboisen waren ein ritterliches Adelsgeschlecht und traten in Urkunden mehrfach als Vasallen der Schauenburgischen Landesherren auf. Sie stammten von den Rittern von Barmstede ab. Begründer der Zweiglinie war Lambert I. von Barmstede († 1211).
1257 wurde der Name erstmals urkundlich erwähnt (Hermann de Raboyso) und 1275 ein weiteres Mal als de Raboyse. Weitere Namensformen waren de Raboyen (1286) und de Raboyen (1309). Sie besaßen eine Burg bei Elmshorn und weiteren Besitz in Blankenese, Hahnenkamp bei Elmshorn, Berne, Oldenfelde, Seester, Wastenfelde und in Hamburg-Altstadt ein Haus bzw. einen mittelalterlichen Turm, der 1308 erstmals erwähnt wurde und 1730 abgebrochen wurde. Heute ist nach ihm eine Straße benannt. Um 1367 verkauften sie den Rest ihrer Güter an ihren Onkel Otto von Wensien, nach dem sie ihn vorher den Rittern von Krummendiek verpfändet hatten, die in Elmshorn Güter besaßen. Der daraus hervorgehende Streit wurde 1368 durch einen Schiedsspruch beigelegt. 1542 kaufte Klostervogt Clement von der Wisch für das Kloster Uetersen den Hof Raboise, den ehemaligen Sitz der Ritter in Raa.
Sie war ein Zweig der Familie von Barmstede. Die Familie ist um 1375 ausgestorben, nach ihnen sind mehrere Straßen und eine Förderschule (Raboisenschule) in Elmshorn benannt.
In der Gegend von Plön gab es um 1385 ebenfalls eine Familie Raboysen. In den Privilegien der Stadt Plön, von Graf Adolf von Schauenburg verliehen, wurden Stadt- und Burggebiet gegenseitig abgegrenzt. Das Burggebiet vor dem Schloss Plön bestand aus fünf Wurten, von denen eine Virgarte Raboytze bewohnte. Bis heute ist nicht zweifellos geklärt, in welchem Zusammenhang sie mit der Familie stand. Es gibt die Vermutung, dass sie mit Lüder von Raboisen in Verbindung stand.

## Wappen
Gleich dem von Barmstedte: Drei nach links schauende Wolfsköpfe auf einfachen Schild.

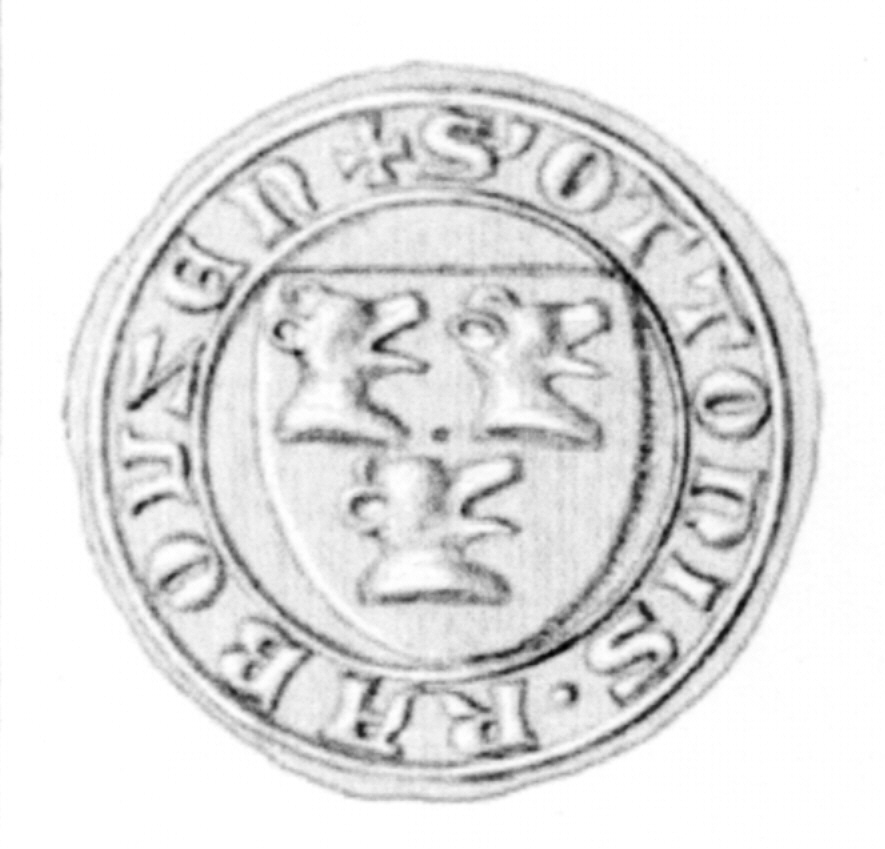
Siegel des Marquard von Raboisen (Wolfsköpfe schauen nach rechts)
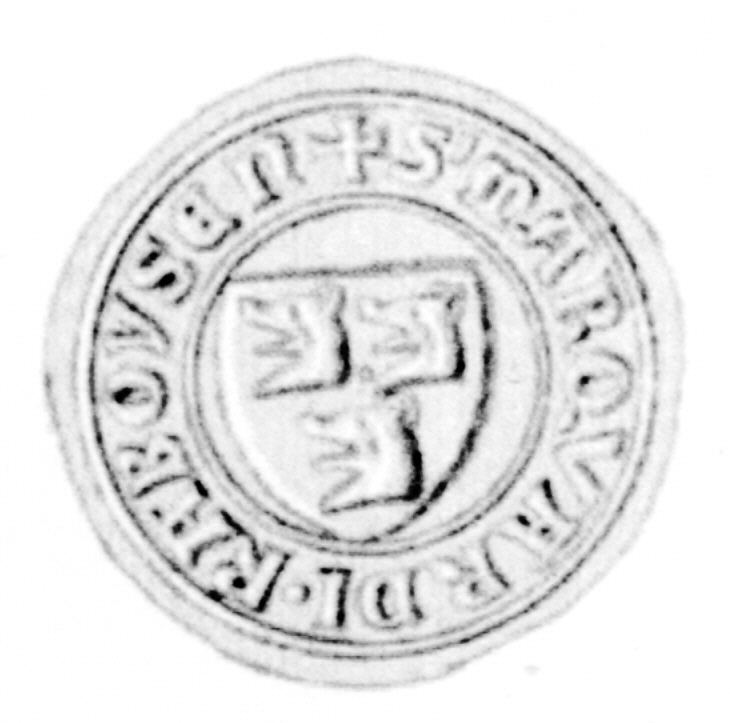
Siegel des Marquard von Raboisen (Wolfsköpfe schauen nach links)

## Namensträger
- Burchhard von Raboisen (1266–1301)
- Hermann von Raboisen († 1267)
- Lambert von Raboisen († 1285)
- Otto von Raboisen († 1322)
- Markquard von Raboisen (um 1359)
- Lüder von Raboisen († 1367)
- Otto von Raboisen (um 1359–1369)